# Jussy (Svizzera)
Jussy (toponimo francese) è un comune svizzero di 1 294 abitanti del Canton Ginevra.

## Storia
Dal suo territorio il 9 novembre 1850 è stata scorporata la località di Gy, divenuta comune autonomo.

## Monumenti e luoghi d'interesse

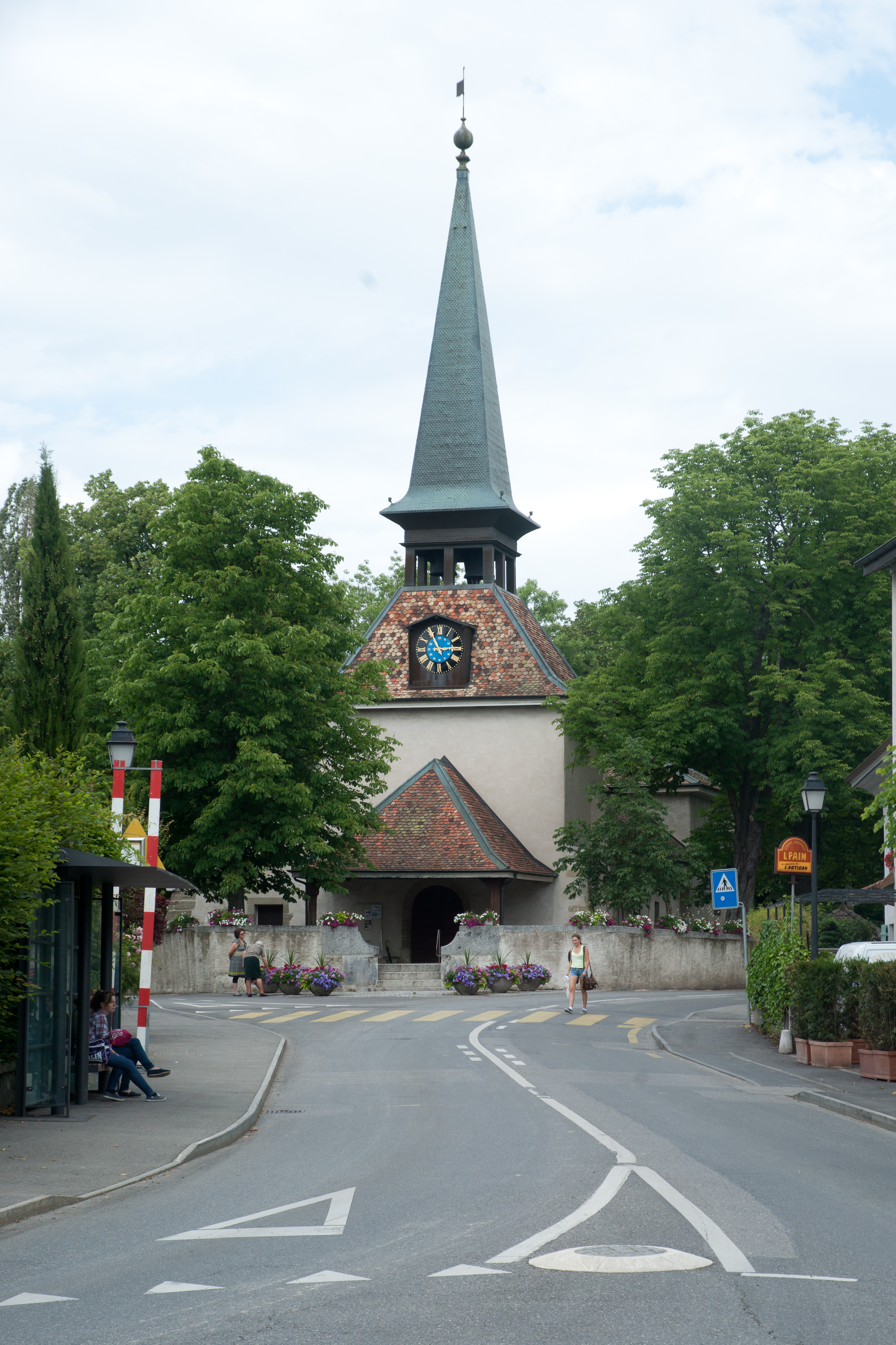
La chiesa riformata

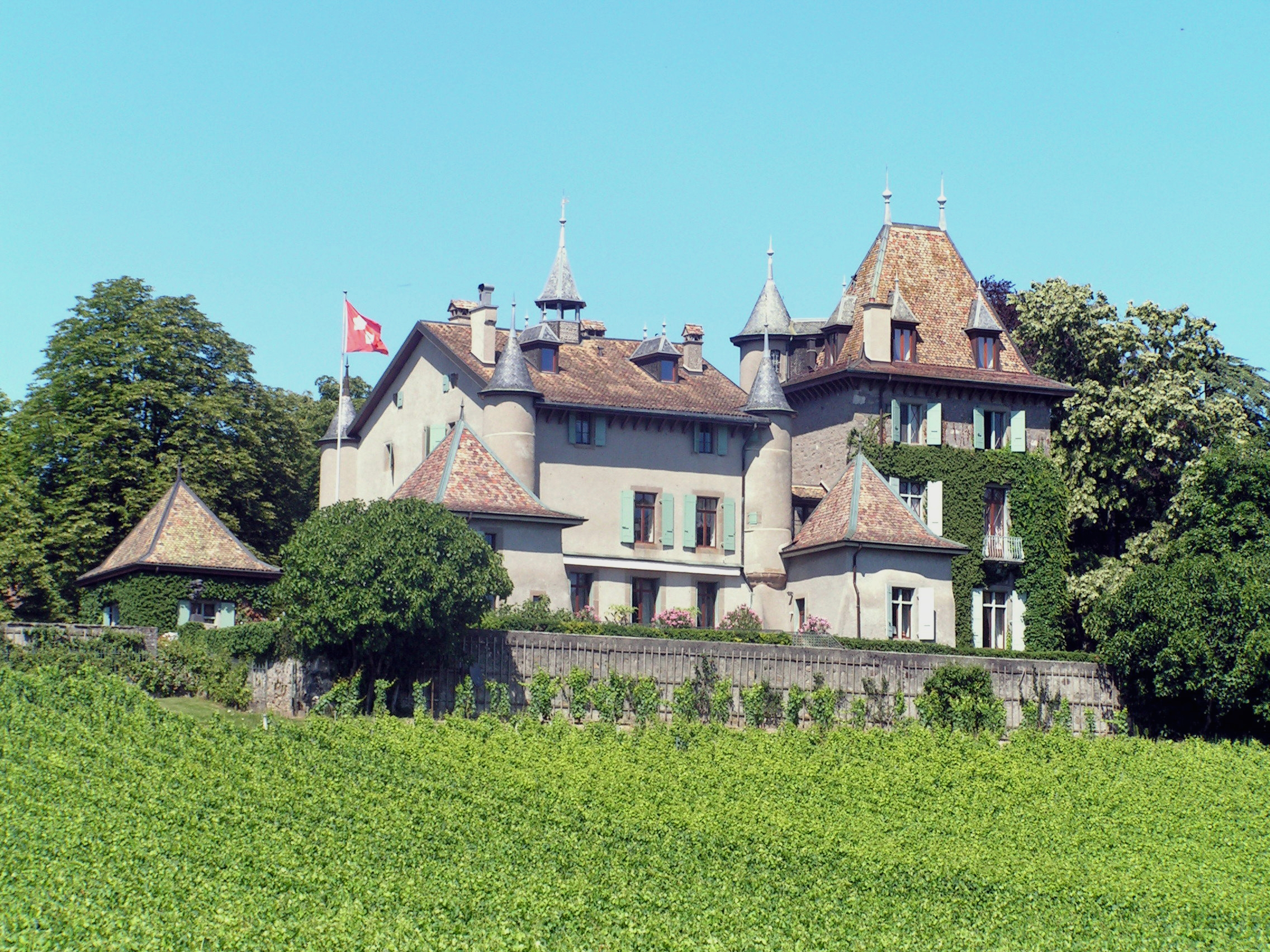
Il castello di Le Crest

- Chiesa riformata (già di Santa Maria Maddalena)[1];
- Castello di Le Crest, eretto nel Medioevo[1].

## Società

### Evoluzione demografica
L'evoluzione demografica è riportata nella seguente tabella (fino al 1850 con Gy):
Abitanti censiti

## Amministrazione
Ogni famiglia originaria del luogo fa parte del comune patriziale che ha la responsabilità della manutenzione di ogni bene comune.